# Hemitragus
Hemitragus é um gênero de mamíferos caprinos da subfamília Antilopinae, da família Bovidae. O tahr-do-himalaia (Hemitragus jemlahicus) é a única espécie do gênero.